# بوباخ
بوباخ (به آلمانی: Bubach) یک شهر در آلمان است که در راین-هونسروک واقع شده‌است. بوباخ ۲۷۲ نفر جمعیت دارد.